# Marketing wielopoziomowy
Treść tego artykułu może nie być zgodna z zasadami neutralnego punktu widzenia,
ponieważ prezentuje stanowisko przesadnie pozytywne wobec MLM na bazie wątpliwej jakości źródeł.
Dokładniejsze informacje o tym, co należy poprawić, być może znajdują się w dyskusji tego artykułu.
 Po wyeliminowaniu niedoskonałości należy usunąć szablon {{Dopracować}} z tego artykułu.

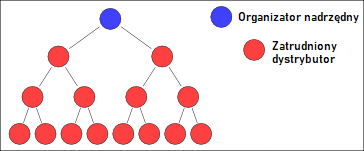
Typowa struktura drzewa binarnego marketingu wielopoziomowego. Osoba zaznaczona na niebiesko otrzyma wynagrodzenie od sprzedaży prowadzonej przez członków drzewa zaznaczonych na czerwono

Marketing wielopoziomowy, MLM (ang. multi-level marketing), także: marketing sieciowy – forma sprzedaży bezpośredniej, polegająca na sprzedaży produktów lub usług za pośrednictwem osób prywatnych, które traktowane są jako niezależni przedsiębiorcy i tworzą razem formę sieci sprzedaży. Zasięg takiej formy sprzedaży często nie ogranicza się do obszaru jednego państwa.
Marketing wielopoziomowy łączy dwa działania:
- sprzedaż bezpośrednią towarów lub/i usług (wraz z ich reklamą), funkcjonującą jako sprzedaż bezpośrednio do klienta końcowego, bez pośrednictwa odbiorców hurtowych lub sklepów,
- sponsorowanie, które polega na wprowadzeniu do sieci kolejnych osób, które będą prowadziły działania na własne konto i włączenie do grupy dystrybutorów. Tacy sponsorzy wynagradzani są za szkolenie nowych współpracowników.

## Historia marketingu wielopoziomowego
Po raz pierwszy marketing wielopoziomowy pojawił się w latach 40. XX w. w Stanach Zjednoczonych i obejmował sprzedaż środków czystości. Z czasem ta forma sprzedaży zaczęła obejmować także inne towary.
W 1979 Federalna Komisja Handlu (ang. Federal Trade Commission (FTC)) podjęła decyzję, że spółka Amway Corp. prowadziła działania wielopoziomowego marketingu niezgodnie z prawem. Amway przyznał się do regulowania cen poprzez wymaganie od „niezależnych” dystrybutorów sprzedaży po niskiej cenie i żądania niemożliwych do realizacji przychodów. W konsekwencji zakończenia sporu firmy Amway z amerykańską Federalną Komisją Handlu marketing wielopoziomowy został uznany za działalność legalną.
Za pierwszą firmę, która stosowała marketing wielopoziomowy w Europie jest uznawana założona w 1969 firma Kleenzee Homecare. W konsekwencji rozwoju tej formy sprzedaży bezpośredniej, w 1978 powstała Światowa Federacja Związków Sprzedaży Bezpośredniej (WFDSA), której zadaniem było monitorowanie sprzedaży oraz nadzór nad przestrzeganiem norm etycznych sprzedawców w sieciach marketingu wielopoziomowego. Opracowany wówczas kodeks etyczny dotyczył głównie zwalczania działalności sprzedaży lawinowej (piramidowej), która często była mylona z marketingiem wielopoziomowym. Kodeks ten jest uznawany na świecie jako etyczny przewodnik dla sprzedawców.

## Marketing wielopoziomowy a piramida finansowa
Na złą opinię sieci stosujących marketing wielopoziomowy miała wpływ działalność różnych firm, które działając „pod przykrywką” przedsiębiorstwa marketingu wielopoziomowego były w rzeczywistości piramidami finansowymi. Do najbardziej znanych przykładów należała działalność International Bank of Rosea, które prowadziło sprzedaż drogich kursów bankowości, oraz Grupo Omnilife, które deklarowało sprzedaż żywności.
Legalność poszczególnych sieci była badana przez sądy, ale postępowania sądowe utrudniał fakt występowania wielu charakterystycznych cech łączących sieci marketingu wielopoziomowego z piramidami.
Federalna Komisja Handlu sugeruje, aby sceptycznie postrzegać organizacje marketingu wielopoziomowego nastawione bardziej na rekrutację niż na sprzedaż produktów. FTC ostrzega również przed pobieraniem prowizji za rekrutowanie nowych członków, co jest czynnością nielegalną, znaną jako „sprzedaż lawinowa”. W kwietniu 2006 r. FTC ogłosiła regulacje dotyczące możliwości biznesowych (ang. trade regulation rule governing business opportunities) – w tym związanych z marketingiem wielopoziomowym – wymagając od firm dostarczania kompletnej informacji, aby umożliwić kupującym pełną i prawidłową ocenę o możliwości zarabiania pieniędzy proponowaną metodą.
W marcu 2008 r. FTC zwolniła firmy zajmujące się marketingiem wielopoziomowym z przestrzegania zasad dotyczących możliwości biznesowych, przy czym podjęta decyzja może nie obowiązywać niektórych firm zajmujących się marketingiem wielopoziomowym oraz pozostałych firm, które zostały pominięte we wniosku z kwietnia 2006.
19 grudnia 2012 roku Bill Ackman oskarżył na konferencji prasowej innego giganta MLM, Herbalife, o bycie piramidą finansową. Prezes tej firmy, Michael O. Johnson, stanowczo zaprzeczał tym doniesieniom. Ceny akcji spółki w ciągu kilku następnych godzin spadły o ponad 14%. Ackman przyznał, że dokonał tzw. krótkiej sprzedaży tych akcji. Zaangażował w walkę z Herbalife amerykańską społeczność latynoamerykańską, która miała być najbardziej pokrzywdzoną przez firmę mniejszością etniczną w Stanach Zjednoczonych. 12 marca 2014 roku Federalna Komisja Handlu oświadczyła, że rozpocznie śledztwo mające wyjaśnić, czy firma działa w sposób legalny. 15 lipca 2016 roku śledztwo zakończyło się oskarżeniem Herbalife o 4 rodzaje nieuczciwych praktyk biznesowych. Federalna Komisja Handlu stwierdziła, że Herbalife przedstawiała nieprawdziwy i kłamliwy obraz sukcesu, który dostępny jest tylko dla nielicznych. Firma musiała zapłacić 200 mln dolarów kary oraz zmienić model biznesowy. Herbalife zmieniła nazwę na Herbalife Nutrition oraz zmodyfikowała system prowizji, aby był zgodny z obostrzeniami nałożonymi przez FTC. Dodatkowo wdrożony został system śledzący każdą transakcję.
|                               | Marketing wielopoziomowy                                                              | Piramida finansowa                                                           |
| ----------------------------- | ------------------------------------------------------------------------------------- | ---------------------------------------------------------------------------- |
| Zysk                          | Zyski zależne od sprzedaży własnej i sprzedaży osób tworzących podsieć zrekrutowanych | Zyski oparte tylko na rekrutacji nowych uczestników do struktury             |
| Opłata wpisowa                | Niska opłata wpisowa lub brak opłaty                                                  | Wysoka opłata wpisowa, obciążająca budżet                                    |
| Jakość produktów              | Produkty o wysokiej jakości, w konkurencyjnych cenach                                 | Brak produktu lub produkt o niskiej jakości i zawyżonej cenie                |
| Docelowy odbiorca             | Sprzedaż do odbiorców końcowych                                                       | Sprzedaż tylko wewnątrz struktury                                            |
| Zasady sprzedaży              | Możliwość zwrotu produktów i odzyskania pieniędzy                                     | Bez zasad regulujących zwrot                                                 |
| Czas działania organizatora   | Długi czas działania organizatora, a efektywność zależy od popytu i koniunktury       | Krótki czas działania organizatora ze względu na dążenie struktury do upadku |
| Zasady działania organizatora | Przejrzyste zasady                                                                    | Niejasne zasady                                                              |

Marketing wielopoziomowy nie jest piramidą finansową, jednakże niektóre mogą się pozorować na legalny marketing sieciowy. Różnica polega na tym, że w marketingu wielopoziomowym zyski uczestników nie pochodzą z wpłat od nowych uczestników, lecz ze sprzedaży własnej oraz prowizji od sprzedaży rekrutowanych przez nich uczestników. Z tego powodu firmy MLM, w przeciwieństwie do piramid finansowych, nie wymagają ciągłego dopływu nowych uczestników, żeby się utrzymać.
Szacuje się, że 99% uczestników MLM nie zarabia, a traci pieniądze.